# Bandar (underdistrikt)
Bandar är ett underdistrikt i Bangladesh. Det ligger i den centrala delen av landet, 16 kilometer sydost om huvudstaden Dhaka.
Trakten runt Bandar består till största delen av jordbruksmark. Runt Bandar är det mycket tätbefolkat, med 2 711 invånare per kvadratkilometer.